# Economia neoclássica
Economia neoclássica é uma expressão genérica utilizada para designar diversas correntes do pensamento econômico que estudam a formação dos preços, a produção e a distribuição da renda através do mecanismo de oferta e demanda dos  mercados.
Essas correntes surgem no fim do século XIX e século XX, com o austríaco Carl Menger (1840-1921), o inglês William Stanley Jevons (1835-1882), o suíço Léon Walras (1834-1910) dentre outros autores menos importantes. Posteriormente, destacaram-se  o inglês Alfred Marshall (1842-1924), o sueco Knut Wicksell (1851-1926), o italiano Vilfredo Pareto (1848-1923) e o estadunidense Irving Fisher (1867-1947).
A palavra neo-classical ('neoclássico') foi introduzida por Thorstein Veblen em 1900 para designar os autores que integraram a chamada revolução marginalista, iniciada por Stanley Jevons e a escola austríaca (Léon Walras não é citado). Veblen inclui nessa categoria Alfred Marshall e os austríacos, principalmente. 

## Grupos e influências
Os neoclássicos podem ser divididos em diferentes grupos, como a escola Walrasiana, a escola de Chicago e a escola austríaca. Os modelos  macroeconômicos são influenciados pelo pensamento keynesiano, através da adoção de postulados sobre rigidez de curto prazo.
Comumente são adotadas as hipóteses de maximização de  funções utilidade em função da renda ou dos custos de indivíduos ou firmas, dados os fatores de produção e as informações disponíveis sobre o mercado.
A hipótese de maximização da utilidade pressupõe cálculos econômicos e está ligada à corrente marginalista, nascida no fim do século XIX. Dos três fundadores do marginalismo -  Léon Walras, Carl Menger e William Stanley Jevons - o primeiro foi quem exerceu maior influência sobre a escola neoclássica atual.
A influência clássica, por sua vez, dá-se  através da presença de  microfundamentos. O estado da arte da macroeconomia neoclássica, entretanto, baseia-se no desenvolvimento de  modelos  dinâmicos  estocásticos de equilíbrio geral (DSGE). 
Das várias críticas em relação à economia neoclássica, muitas são absorvidas pela própria teoria, de acordo com o evoluir da percepção sobre o problema econômico. Essa evolução levará os economistas  austríacos a se afastarem cada vez mais da escola neoclássica, aprofundando suas diferenças em relação às outras correntes marginalistas.
A partir dos anos 1930, após os trabalhos de John Hicks, a corrente walrasiana assume importância crescente e incorpora uma parte das ideias keynesianas, através da chamada síntese neoclássica, que é considerada atualmente como a vertente dominante no ensino de economia. Para E. Roy Weintraub, se a escola neoclássica representa a ortodoxia e é ensinada nas maiores universidades, isso se deve à sua capacidade de "matematizar" e "cientificizar" a economia, bem como de fornecer indicações para a escolha da conduta a seguir.
À pergunta "quem não é neoclássico?", pode-se responder:
- os economistas marxistas;[4]
- os  pós-keynesianos;[5]
- a escola austríaca e algumas correntes da nova economia institucional ou do institucionalismo.